# Marek Boskovič
Marek Boskovič (* 8. září 1973) je bývalý slovenský fotbalista, záložník. Po skončení aktivní kariéry působí na regionální úrovni jako trenér.

## Fotbalová kariéra
V československé lize hrál za Spartak Trnava. Nastoupil v 18 ligových utkáních. Gól v lize nedal. V české lize hrál za Bohemians Praha, nastoupil v 7 ligových utkáních. Dále hrál i za ŠK Slovan Bratislava a FK Petrimex Prievidza.

## Ligová bilance
| Ročník                                   | Zápasy | Góly | Klub            |
| ---------------------------------------- | ------ | ---- | --------------- |
| 1. československá fotbalová liga 1991/92 | 1      | 0    | Spartak Trnava  |
| 1. československá fotbalová liga 1992/93 | 17     | 0    | Spartak Trnava  |
| 1. česká fotbalová liga 1996/97          | 7      | 0    | Bohemians Praha |
| CELKEM 1. liga                           | 25     | 0    |                 |